# Jiřina Prokšová
Jiřina Prokšová, provdaná Tomková (11. března 1928 – 12. ledna 2014) byla česká herečka.
Dramatické umění vystudovala na Brněnské konzervatoři, kterou absolvovala krátce po ukončení 2. světové války.
Po 40 let byla členkou Divadla bratří Mrštíků v Brně (dnes Městské divadlo Brno). Dabovala například film Něco z Alenky z roku 1988. Za dabing obdržela několik ocenění, mimo jiné i cenu Františka Filipovského za své mistrovství v tomto oboru.
V letech 1972 až 1979 vyučovala jevištní řeč na Brněnské konzervatoři.
Spolupracovala i s Československým rozhlasem v Brně, kde hrála v rozhlasových hrách.